# Струсівка
Струсівка (або Стросівка; пол. Strusówka) — колишнє село в Україні, нині — однойменна вулиця та частина села Шманьківців Тернопільської области.

## Назва
Назва має антропонімне походження, тобто назва виникла від особової назви. Можливо, Струс був представником гілки польської шляхти Струсів.

## Історія
Виникло на початку XVIII ст.
У Струсівці в 1880 році — 236 жителів, 1900 — 337, 1910 — 317, 1921 — 275, 1931 — 301; у 1880 році — 40 дворів, 1921 — 53, 1931 — 56.

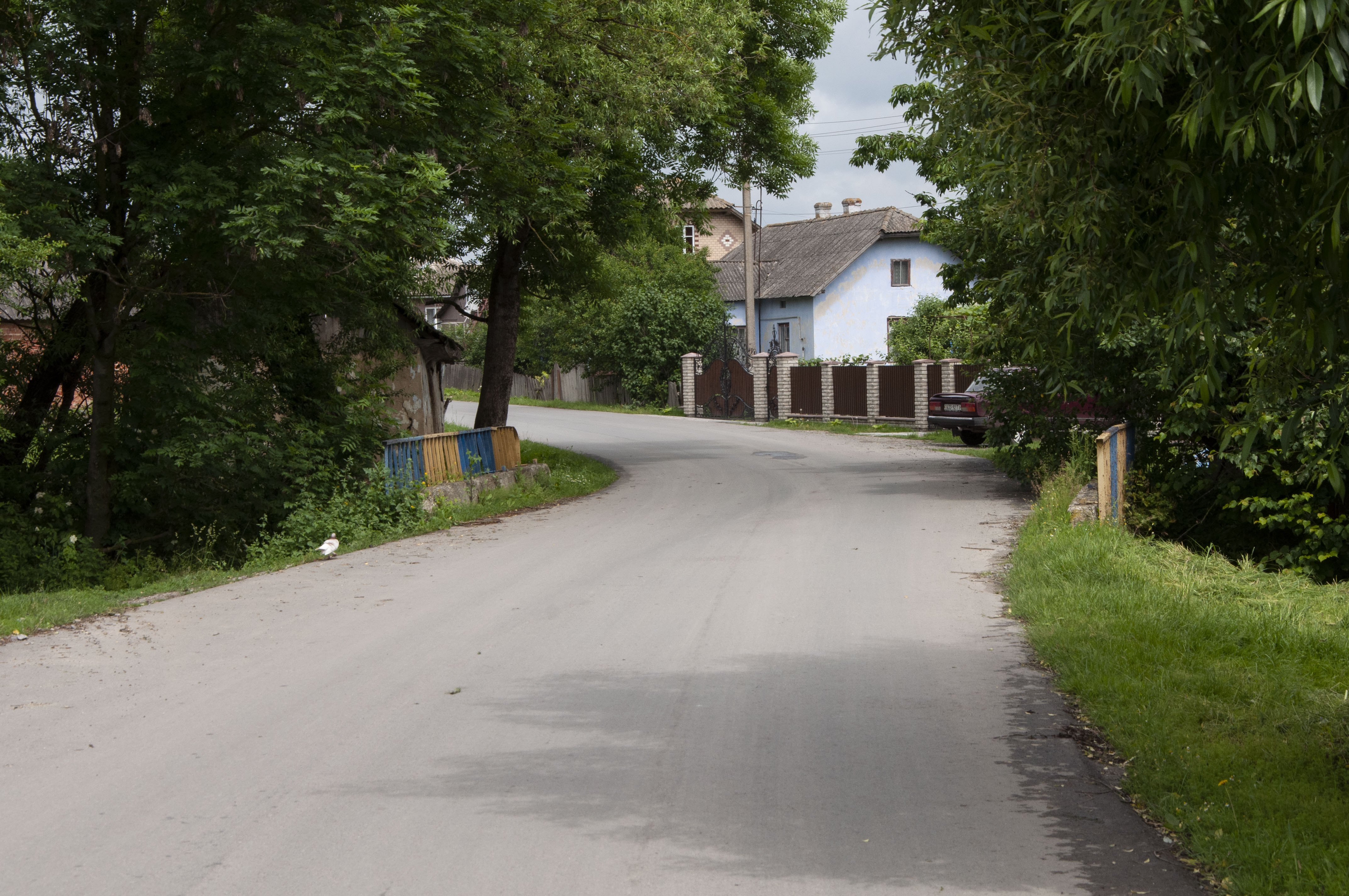
Міст, який розділяє Струсівку та Шманьківці

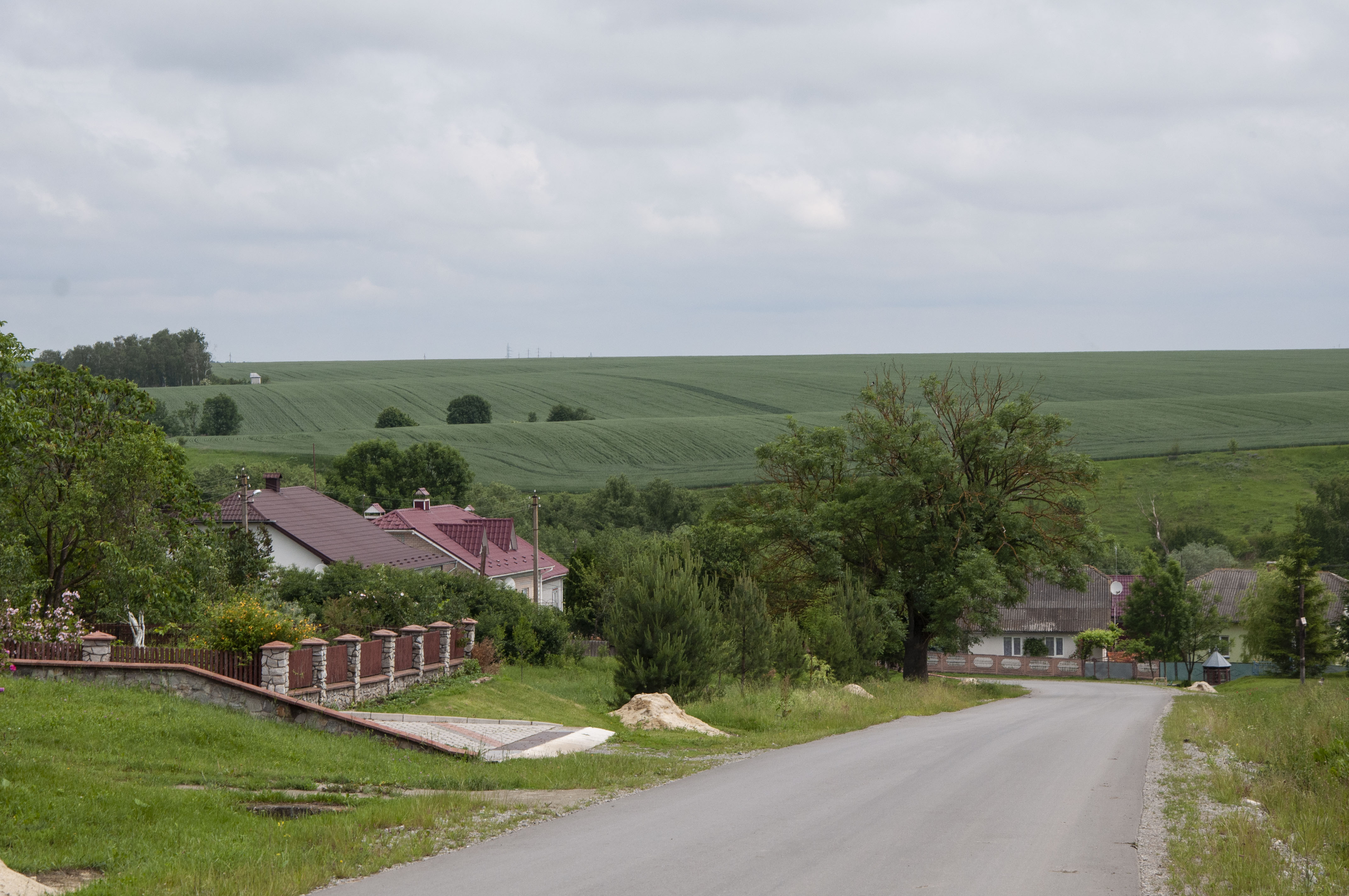
Головна вулиця хутора

За часів Австро-Угорщини власником маєтку в селі був Станіслав Виговський (іноді — Виховський, пол. Stanisław Józef Hilary Wychowski (Wyhowski)).
Струсівка, як і Шманьківці, протягом певного часу були центрами гмін, які, за розпорядженням № 632 міністра внутрішніх справ Польщі Мар'яна Зиндрама-Косцялковського (пол. Marian Zyndram-Kościałkowski) від 21 липня 1934 року, з 1 серпня 1934 року входили до новоутвореної сільської гміни Колиндяни.
У 1960—1970-ті рр. в Україні, як і всьому СРСР, проводили політику ліквідації «неперспективних» сіл, передусім хуторів, які нібито гальмували процес укрупнення сільських поселень. Ці поселення були приєднані до ближніх сіл і зняті з обліку.
Нині Струсівку та Шманьківці розділяє потік Самець.

## Релігія
У селі була дерев'яна церква святого Йоана Богослова (дерев'яна, втрачена).
Визнавці римо-католицького обряду, які мешкали в селі Струсівка, належали до парафії з центром у Чорткові.

## Пам'ятники
Нині на території уже як частини села Шманьківці, є лише три хрести: один, на честь скасування панщини (1848), другий на пам'ять жертвам епідемії тифу, а третій на могилі невідомого солдата, який загинув у бою під с. Залісся.

## Соціальна сфера
В австрійський період на Струсівці діяли два млини. Зокрема кам’яний з двома жорнами, а дерев’яний тільки з одним. А забезпечував їхню безперебійну діяльність великий струсівецький ставок, який належав Фрідріху Плятнеру. На місці кам’яного млина, який зупинив діяльність в радянський час, вдячні нащадки на його місці у 1992 р. побудували каплицю з нагоди проголошення Незалежності України.
Діяли філії українських товариств «Просвіта», «Рідна школа» та інші.

## Населення
За австрійською статистикою в громаді 1900 — 263 греко-католики, 55 римо-католики, 4 юдеїв, на фільварку — 15 юдеїв.
| Населення Струсівки | Населення Струсівки | Населення Струсівки | Населення Струсівки |
| ------------------- | ------------------- | ------------------- | ------------------- |
| 1900                | 1910                | 1921                | 1935                |
| 337                 | 317                 | 275                 | 301                 |

## Відомі люди
- Антон Бойко (1911—?) — учасник національно-визвольних змагань[10].
- Іван Глух (1903—1937) — учасник національно-визвольних змагань[11].
- о. Іван Гордієвський (1854—1927) — український греко-католицький священник, громадський та освітній діяч, благодійник, учасник українських визвольних змагань; голова місцевої читальні товариства «Просвіта»[1].